# Црква Свете преподобне мати Параскеве у Доњој Лисини
Црква Свете преподобне мати Параскеве у Доњој Лисини, насељеном месту на територији општине Босилеград, православни је храм који припада Епархији врањској Српске православне цркве.
Црква посвећена Светој преподобној мати Параскеви налази се у клисури између брда Глошка са јужне стране и брда Милевска са северне стране, а јужно од цркве протиче речица Драговиштица. Црква је малих димензија. Изгледа да је првобитно постојала само мала капела, саграђена највероватније у 17. веку, што се види по живопису, а да је касније, вероватно у 19. веку, уз њену западну страну призидана припрата. Живопис је из 1608. године, а иконостас, који потиче из 19. века, садржи 33 иконе. Црква је обновљена 2006. године.